# El mosquetero
El mosquetero (título original: The Musketeer) es una película del director estadounidense Peter Hyams del año 2001. Fue distribuida por, entre otros, los estudios Universal Studios y Miramax. Se estrenó el 7 de septiembre de 2001 en Estados Unidos, el 8 de septiembre en Francia, el 19 de septiembre en España, el 3 de diciembre en Reino Unido, y al final, el 28 de diciembre del mismo año en Alemania y está rodada en inglés, francés, alemán y español. Es seguida por su primera secuela llamada "D'Artagnan y los tres mosqueteros", rodada el 15 de agosto de 2004 y estrenada a comienzos de 2005.

## Argumento
Cuando era niño, D'Artagnan (Justin Chambers) fue testigo del asesinato de sus padres a manos de Febre (Tim Roth), el hombre que confía en el jefe del cardenal Richelieu (Stephen Rea). D'Artagnan está a punto de morir después de usar la espada de su padre para lucha contra Febre, a quien  deja con una cicatriz permanente y ciego de un ojo. D'Artagnan es acogido por la familia del amigo de Planech (Jean-Pierre Castaldi), un ex mosquetero, uno de los protectores leales del rey Luis XIII (Daniel Mesguich).
Años más tarde, al llegar a París, como ha crecido D'Artagnan, este considera que los mosqueteros han sido disueltos por orden del cardenal Richelieu, quien está usurpando la autoridad del rey con la ayuda de Febre. Richelieu también está tratando de fomentar la hostilidad entre Francia, Inglaterra y España, para ganar más poder político para sí mismo. D'Artagnan convence a dos de los mosqueteros, Porthos (Steve Speirs) y Aramis (Nick Moran), para liberar al capitán presa de los mosqueteros, Tréville (Michael Byrne), ganando así su confianza. Toma una habitación en una casa de huéspedes en París, donde se toma el capricho de la camarera, Francesca (Mena Suvari), quien es la hija de la costurera fallecida de la reina (Catherine Denueve). Bajo las órdenes del cardenal Richelieu, Febre incita a una turba de atacar el palacio francés durante una cena de Estado para el señor Buckingham (Jeremy Clyde), un dignatario visitante inglés. Con la ayuda de Porthos, Aramis y otros mosqueteros como Athos (Jan Gregor Kremp), D'Artagnan viene al castillo a rescatar al rey Louis, la reina y al señor Buckingham para evitar morir, o más bien, a la vez, salir herido. Francesca reculta a D'Artagnan para acompañar a Buckingham y viajar clandestinamente con la reina a la costa del norte de Francia para regresar a la cena del estado donde lo habían detenido y una vez allí, mantienen la paz entre estos dos países. Sin embargo, el propietario de D'Artagnan le dice a Febre que viene a escucharlos.
Durante el viaje, D'Artagnan pelea fuera de los ataques repetidos de los secuaces de Febre. Más tarde, junto con Francesca, se convierte en íntimo, sólo para descubrir que quiere tener a Febre y secuestrarla junto con el rey. Febre obliga a la reina a escribirle una carta a Buckingham y le dice que se una con ella en un castillo fortificado en gran medida de su elección, utilizando el anillo de la reina para convecerlo de la autenticidad del mensaje. Finalmente, el cardenal se ha dado cuenta de que tenía planeado abogar a Febre por ayudarlo para dejarlo. D'Artagnan está de acuerdo, pero solo porque Febre viene a celebrar con Francesca. D'Artagnan regresa a París, donde convence a los supervivientes mosqueteros de hacerse responsables de la corona para que siga siendo su prioridad más alta. Allí y una vez dentro del castillo, se unen a él con Francesca, la reina y el señor Buckingham, quienes están detenidos. Ellos se suben al caballo, perdiendo a varios de ellos en el proceso, pero salen del castillo y se van. Sin embargo, el desvío que crean, permite a Planchet a conducir su carro en la posición frente a las puertas del castillo por debajo de la línea de fuego del cañón desde allí. Él es capaz de disparar un mortero posteriormente directo en las puertas del castillo.
El resto de los mosqueteros luchan contra el resto de los guardias del cardinal, mientras que Artagnan engancha a Febre, pero solo saca la masiva espada y pelea con ellos. Al final, termina matándolo y se venga de la muerte de sus padres. D'Artagnan encubiertamente amenaza al cardenal Richelieu. Al final de la película, D'Artagnan y Francesca se casan.

## Producción

### Filmación
La producción de la película se empezó a filmar el día 5 de julio de 2000 y terminó de grabarse el 9 de agosto de 2000. Las cintas se filmaron en la ciudad de París, Francia.